# Danska kolonier
Danmarks kolonialvälde inleddes med Danska Ostindiska Kompaniets handelsstation i indiska Tranquebar 1620 och upphörde då Grönland blev en likställd del av Danmark 1953.

## Grönland
Någon gång mellan 1369 och 1409 förlorade Norge och Island kontakten med den nordiska kolonin på Grönland, som hade bildats i samband med vikingatidens expeditioner. Först 1721 inleddes den nya danska kolonisationen under Grønlandsk Kompagni.

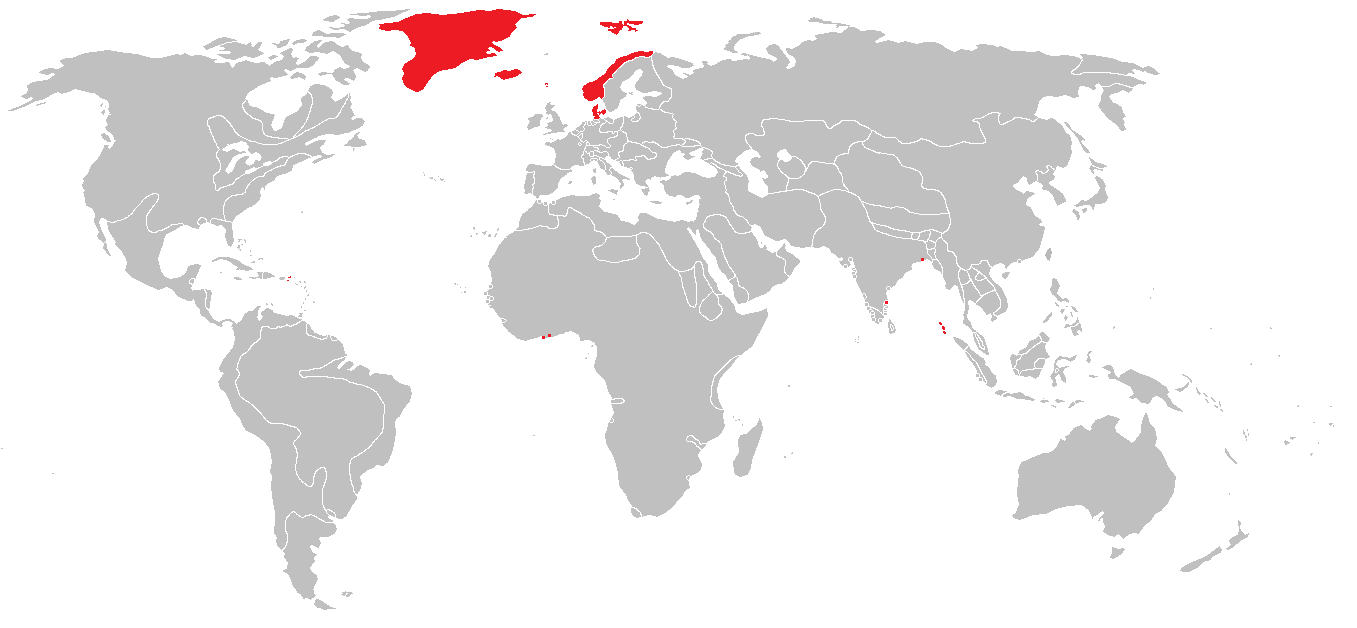
Danmark-Norges territoriella utbredning vid 1700-talets mitt.

1931 försökte Norge etablera en ny besittning i Österbygden på Grönland (av Norge kallat Eirik Raudes land efter vikingen Erik Röde, av Danmark kallat Kong Christian X:s land) och ockuperade området. Internationella domstolen i Haag dömde 1933 till Danmarks förmån.
1953 blev Grönland en likställd del av Danmark, men fullt självstyre väntade till 1979.
Förutom de utomeuropeiska kolonierna, har Danmark i likhet med Sverige, haft ett antal besittningar i norra Europa. Färöarna och Grönland är idag inga kolonier eller besittningar, utan likställda och självstyrande delar av Danmark.

## Danska Västindien
1917 såldes Danska Västindien till USA, och ögruppen blev därmed Amerikanska Jungfruöarna.

## Lista över före detta danska kolonier
- Danska Indien: 
  - Tranquebar på Koromandelkusten i nuvarande Tamil Nadu 1620-1845.
  - Serampore (danska Frederiksnagore) i Västbengalen 1755-1845 och Balasore i Orissa 1763-1845.
  - Nikobarerna 1784-1868
- Danska Guldkusten 1661-1850: Fort Christiansborg (Osu Castle) i Accra m.fl. fort, faktorier och kastell i nuvarande Ghana.
- Danska Västindien (nuvarande Amerikanska Jungfruöarna):
  - Saint Thomas 1671-1917
  - Saint John 1718-1917
  - Saint Croix 1733-1917
- Island, självständigt 1944
- Grönland 1721-1953 (nu självstyrande område under Danmark)
- Färöarna (sedan 1948 självstyrande område under Danmark)